# Jóannes Jakobsen
Jóannes Jakobsen (* 25. August 1961 in Tórshavn) ist ein ehemaliger färöischer Fußballspieler sowie Musiker und Komponist, der drei Alben auf den Färöerinseln veröffentlicht und eine Reihe von Alben für andere Künstler produziert hat. Er ist Assistenztrainer der Fußballnationalmannschaft der Färöer-Inseln.

## Fußball

### Verein
Sein Debüt gab Jakobsen beim färöischen Top-Team HB Tórshavn an 13. Spieltag der Saison 1979 im Heimspiel gegen KÍ Klaksvík, welches mit 3:1 gewonnen wurde. Im darauffolgenden Jahr gewann er das Pokalfinale gegen NSÍ Runavík mit 2:0. Dieser Titel konnte ein Jahr später durch ein 5:1 gegen TB Tvøroyri verteidigt werden, zudem gelang mit dem Gewinn der ersten Meisterschaft das Double. Sein erstes Tor erzielte Jakobsen am zweiten Spieltag der Saison 1982 im Auswärtsspiel gegen B36 Tórshavn per Elfmeter zum 1:1-Endstand. Auch in diesem Jahr wurde der Pokal durch ein 2:1 gegen ÍF Fuglafjørður gewonnen, in der Meisterschaft gelang ebenfalls die Titelverteidigung. 1984 gelang der nächste Pokalsieg durch ein 2:0 gegen GÍ Gøta. Zwischen 1987 und 1989 konnte der Pokal drei Mal in Folge gewonnen werden (durch ein 3:0 im Wiederholungsspiel gegen ÍF Fuglafjørður, ein 1:0 gegen NSÍ Runavík sowie ein 2:0 im Wiederholungsspiel gegen B71 Sandur), zudem gelang 1988 und 1990 der Gewinn der Meisterschaft.
Ab 1991 agierte Jakobsen als Spielertrainer bei VB Vágur. Er war auch Spieler und Manager von mehreren anderen färöischen Clubs. Nach zwei Jahren kehrte er wieder zu HB zurück. 1995 gelang noch einmal der Pokalsieg durch ein 3:1 gegen B68 Toftir. Danach wechselte er zu KÍ Klaksvík und spielte bis 1998 auch für die zweite und dritte Mannschaft. 1999 belegte Jakobsen mit HB Tórshavn II den vierten Platz in der 1. Deild. 2000 folgte der Wechsel zu B68 Toftir, für die er nur noch wenige Spiele, hauptsächlich für die zweite Mannschaft, bestritt. Für die erste Mannschaft war Jakobsen bis 2001 als Trainer beschäftigt. Nach zwei Spielen für HB Tórshavn II im Jahre 2002 bestritt Jakobsen keine Partien mehr.

### Europapokal
Jakobsen bestritt insgesamt elf Spiele im Europapokal, ein Tor gelang ihm hierbei nicht. Sein Debüt gab er in der Qualifikationsrunde zum Europapokal der Pokalsieger 1993/94 im Hinspiel gegen RAF Jelgava, welches mit 0:1 verloren wurde. Da der Gegner zum Rückspiel nicht antrat wurde die zweite Runde erreicht, in der beide Spiele gegen FC Universitatea Craiova verloren wurden. Sein letztes Spiel war das Rückspiel gegen Újpest FC in der Qualifikationsrunde zum UEFA-Pokal 1997/98, welches mit 2:3 verloren wurde, nachdem das Hinspielergebnis 0:6 lautete und somit das Ausscheiden aus dem Wettbewerb bedeutete.

### Nationalmannschaft
Jakobsen absolvierte sein Debüt für die Färöer am 14. April 1989 gemeinsam mit Tummas Eli Hansen und Gunnar Mohr in einem Freundschaftsspiel gegen Kanada in Tórshavn. Das 1:0 war sogleich der erste Sieg der Färöer seit dem Beitritt zur FIFA. Jakobsen war während der ersten Jahre Kapitän des Teams, vor allem während seines historischen Sieges über Österreich im Jahr 1990. Sein letztes internationales Spiel war ein WM-Qualifikationsspiel am 8. September 1993 gegen Rumänien, welches in Toftir mit 0:4 verloren wurde. Er absolvierte insgesamt 25 Länderspiele für sein Heimatland.

### Trainerlaufbahn
Von 1987 bis 1990 trainierte Jakobsen die Frauenmannschaft von HB Tórshavn. 1988 und 1989 gelang der Gewinn der Meisterschaft, 1990 durch einen 3:1-Sieg nach Verlängerung der Gewinn des Pokals. 1991 und 1992 agierte er als Spielertrainer bei VB Vágur, 1994 und 1995 nahm er diese Position bei HB Tórshavn ein. Von 1996 bis 1998 trainierte Jakobsen KÍ Klaksvík und wurde dabei wie zuvor schon bei HB zweimal Vizemeister, lief jedoch nur noch sporadisch für die erste Mannschaft auf. Nach einem Engagement bei B68 Toftir und zwei dritten Plätzen 2000 sowie 2001 kehrte er 2002 zu HB Tórshavn zurück. Jakobsen übernahm das Traineramt nach dem zwölften Spieltag auf Platz zwei liegend gemeinsam mit Kári Nielsen und führte die Mannschaft nach sechs Siegen aus sechs Spielen zur Meisterschaft. 2004 belegte er mit B36 Tórshavn den zweiten Platz in der höchsten Spielklasse.
2005 erreichte Jakobsen mit AB Argir den vierten Platz in der 1. Deild. Danach wechselte er zu B68 Toftir, die durch den ersten Platz in der 1. Deild den Aufstieg erreichten. Nach dem 15. Spieltag wurde Jakobsen auf dem vorletzten Platz liegend entlassen. 2011 betreute er für drei Spiele die U-17-Juniorinnen-Nationalmannschaft in der Qualifikation zur EM 2012.

### Erfolge

#### Als Spieler
- 2× Färöischer Meister: 1981, 1982
- 8× Färöischer Pokalsieger: 1980, 1981, 1982, 1984, 1987, 1988, 1989, 1995

#### Als Trainer
- 1× Färöischer Meister: 2002
- 1× Färöischer Pokalsieger: 1995
- 2× Färöischer Meister der Frauen: 1988, 1989
- 1× Färöischer Pokalsieger der Frauen: 1990

## Musikkarriere

### Alben
- 1990: Hvat bagir
- 1995: Royn tínar veingir
- 1998: Myrkursins gongumenn

### Gemeinsame Alben
- 1990: Vit herja á
- 1993: Reytt og svart
- 2000: Sangur til frælsi
- 2001: Hetta er eisini mítt land (mit M'as Blues Band)
- 2003: Hetta er eisini mítt land II (mit M'as Blues Band)
- 2006: Kyndil 50 ár[4]

### Zusammenstellungen
- 1998: Tólvti maður
- 2005: Alt (mit Kim Hansen)[5]